# Francesco Corner, seniore
Pour les articles homonymes, voir Cornaro.
Francesco Corner, seniore (né à Venise, république de Venise, en 1478, et mort à Viterbe le 26 septembre 1543) est un cardinal italien du XVIe siècle. 
Il est un neveu de Catherine Corner, femme du roi Jacques II Lusignan de Chypre. Il est le frère du cardinal Marco Corner (1500) et l'oncle du cardinal Andrea Corner (1544). D'autres cardinaux de la famille Corner sont Alvise Corner (cardinal) (1551), Federico Cornaro, seniore, O.S.Io.Hieros. (1585), Francesco Cornaro, iuniore (1596), Federico Baldissera Bartolomeo Cornaro (1626), Giorgio Cornaro (1697) et Giovanni Cornaro (1778).

## Biographie
Corner est procurateur d'Ultra et participe à plusieurs campagnes militaires, notamment dans la défense de Padoue pendant le siège de 1509. Il exerce plusieurs fonctions au service de la république de Venise et de Charles Quint, comme roi d'Espagne et empereur. Corner a deux fils illégitimes et entre dans l'état ecclésiastique après la mort de son frère, le cardinal Marco Corner.
Francesco Corner est créé cardinal par le pape Clément VII lors du consistoire du 20 décembre 1527. Il est consacré le 21 décembre 1531 par Clément VII avec comme co-consécrateurs Alexandre Farnèse, Antonio Maria Ciocchi del Monte et Andrea Della Valle. Le cardinal est nommé administrateur de Brescia en 1531 et il est camerlingue du Sacré Collège en 1536-1537. Il est aussi abbé commendataire de Vidor. Corner est un protagoniste important dans les relations du Saint-Siège, de la république de Venise et du Saint-Empire germanique.
Corner participe au conclave de 1534, lors duquel Paul III  est élu.